# Christoph Bernhard von Galen

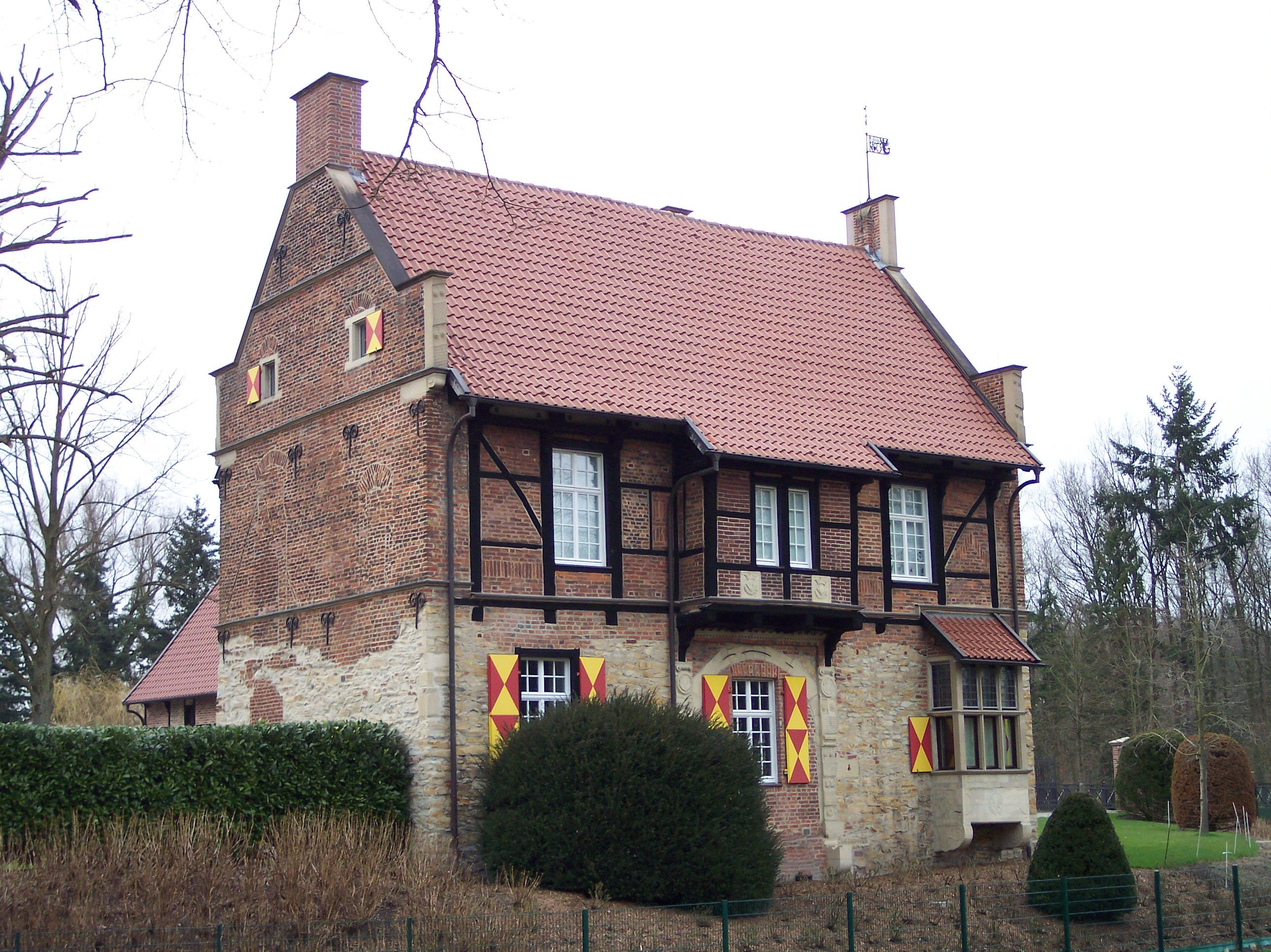
Het Haus Bisping. Alleen dit poortgebouw uit 1651 van de waterburcht staat nog overeind.

Christoph Bernhard Freiherr von Galen (meestal Bernard van Galen) (Drensteinfurt, 12 oktober 1606 – Ahaus, 19 september 1678), sinds 1650 rooms-katholieke bisschop van Münster en in 1663 abt van de Abdij van Corvey, was een bekend krijgsheer die tweemaal de Nederlanden binnenviel: in 1665 en in het Rampjaar 1672. Zijn machtsgebied langs de grens strekte zich uit van het graafschap Zutphen tot aan de Dollard, met uitzondering van de graafschappen Lingen en Bentheim, sinds de Vrede van Westfalen in 1648 een protectoraat, dat onder de Republiek viel. 
Von Galen was een absolutistisch vorst, die de macht van de gilden en van de stad Münster, dat aansluiting zocht bij de Hanzesteden beperkte. Het zou Von Galen ook lukken de Zweedse, Hessische en Hollandse bezetting het land uit te krijgen. Onder zijn bijnaam Bommen Berend is hij opgenomen in het collectieve geheugen omdat hij de steden Groenlo, Bredevoort, Coevorden en Groningen belegerde. In zijn bisdom betoonde hij zich een krachtdadig vertegenwoordiger van de contrareformatie, die zich inzette voor de armen en verbetering van het onderwijs.

## Biografie
Christoph Bernhard werd geboren in Haus Bisping, als oudste van vier kinderen, in een adellijke familie die door religie verdeeld was. Hij werd katholiek opgevoed door zijn oom Heinrich von Galen, nadat zijn vader Theodorich in 1607 gevangen was genomen en twaalf jaar zat opgesloten in de burcht van Bevergern (tegenwoordig gemeente Hörstel) vanwege moord. In 1616 werd hij aan de zorgen van zijn oom, Heinrich von Galen, kanunnik van Münster, toevertrouwd, die hem een rooms-katholieke opvoeding bij de jezuïeten gaf in het Paulinum in Münster. Zijn moeder, Catherine van Hörde, liet zich vrijwillig opsluiten bij haar man, die in 1619 werd vrijgesproken. Bernard kreeg een opleiding in Münster bij de jezuïeten en na zijn studie filosofie in Mainz en Keulen studeerde hij rechten in Leuven en Bordeaux. In 1630 kreeg hij een aanstelling bij het bisdom Münster. Hij stelde zich als doel het protestantisme terug te dringen door een hervorming van het school- en armenwezen in zijn diocees. Hij bezocht jaarlijks zijn priesters in de grensstreek, eenvoudig gekleed en vaak anoniem. In 1648 was hij diverse malen als diplomaat betrokken bij de Vrede van Westfalen in een periode dat de stad tot neutraal gebied was verklaard en ongeveer 5.800 inwoners telde.

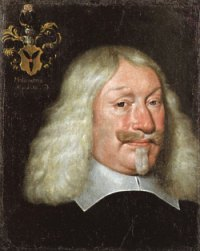
Bernhard von Mallinckrodt, 1650

In 1650 werd hij tot bisschop van Münster benoemd, als opvolger van Ferdinand van Beieren en werd in het daaropvolgende jaar gewijd. Von Galen probeerde van zijn bisdom een moderne absolutistische staat te maken in plaats van een doorgangs- of bezettingsgebied voor troepen soldaten, afkomstig uit Bremen, Osnabrück, de vorstendommen Verden, Minden, het Sticht Herford of Hessen. Moeilijkheden over het opbrengen van de belastingen, ontstaan als gevolg van het afkopen van de Zweedse bezetting, in het verarmde Westfalen, waar de helft van de bevolking van de bedeling leefde, leidden tot weerstand. Hij herstelde de kerkelijke tucht en bestreed het concubinaat en liet zijn tegenstander, Bernhard von Mallinckrodt die het na drie jaar nog niet met de benoeming eens was, de toegang tot het kapittel ontzeggen. De bevolking van Münster was het niet eens met die beslissing en bleef achter Mallinckrodt staan, waarbij het tot vernielingen kwam. Von Galen liet een landdag uitschrijven en Münster uitsluiten. Het is niet onbegrijpelijk dat zijn beslissingen negatieve reacties opriepen of argwanend werden gevolgd door de clerus, de magistratuur en de bevolking.

### Onderwerping van Münster
Omdat de bevolking van de stad Münster en de Bisschop met elkaar overhoop lagen, viel zijn oog op Coesfeld. Daar liet de prins-bisschop een zeer grote, door de architect Peter Pictorius ontworpen, residentie bouwen. Von Galen beloofde Munster een universiteit als zij hem zouden erkennen, maar de verhoudingen waren danig verstoord met de toen voornamelijk lutherse bevolking. Omdat de keizer afwijzend had gereageerd op het verzoek van de naar zelfstandigheid als vrije rijksstad strevende stad, kwamen de keurvorsten van Trier en Mainz bemiddelen. Ook de Republiek der Zeven Verenigde Provincies, en de Hanzesteden Bremen, Hamburg en Lübeck werd verzocht zich uit te spreken. Lieuwe van Aitzema, die optrad als diplomaat, beschreef de gecompliceerde verwikkelingen met een middeleeuwse oorsprong. Intussen liet Von Galen de stad belegeren en bombarderen.
De Staten-Generaal van de Nederlanden werden door de stad Münster overgehaald als bemiddelaar op te treden. Johan de Witt, die vooral de belangen van Holland, dat wil zeggen de stad Amsterdam bepleitte,  voelde er niet veel voor om te helpen, maar Gelderland, Groningen en vooral Friesland dachten daar anders over. De predikanten uit die gewesten hoopten op uitbreiding van de gereformeerde religie en Johan de Witt stuurde een Hollands garnizoen richting Münster. Het gevolg was dat Von Galen zijn belegering afbrak en 50.000 thaler aan de stad schonk om de schade te herstellen. 

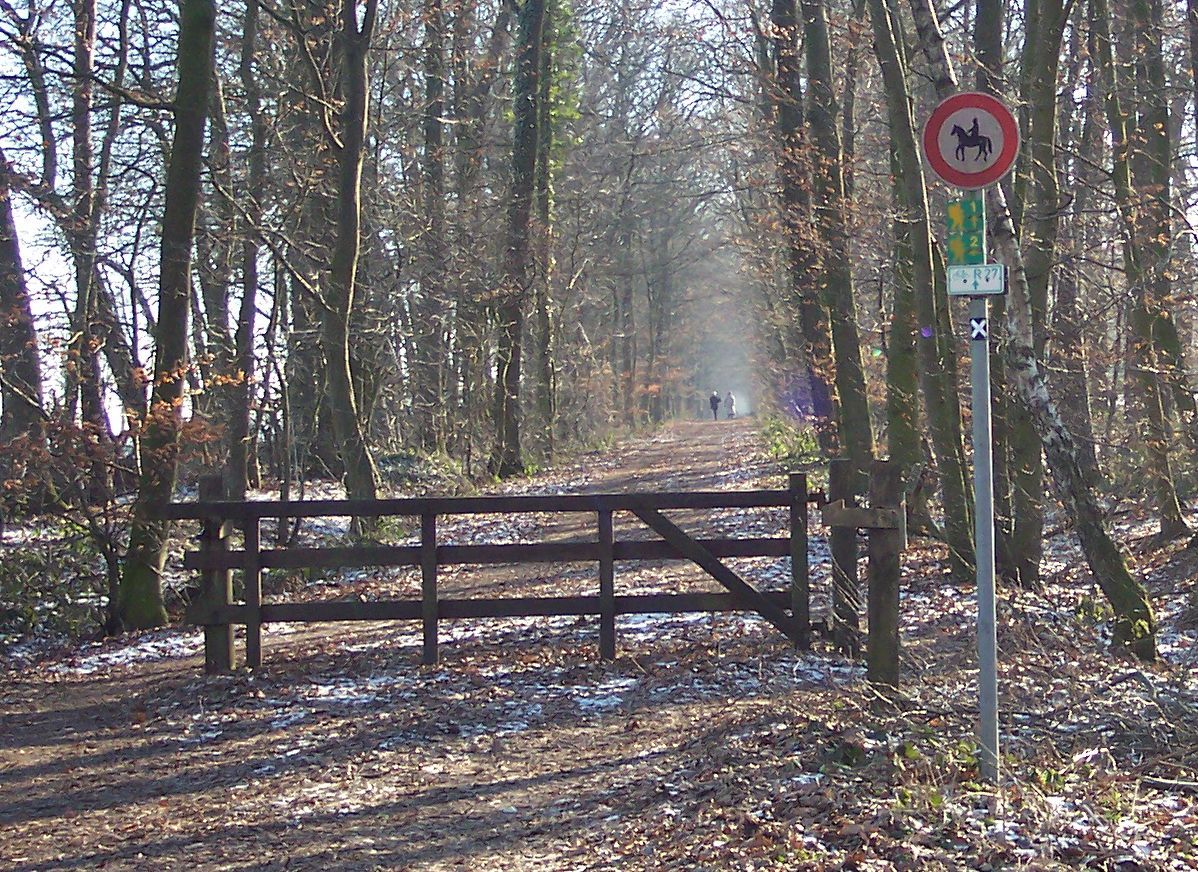
Kruisweg nabij Coesfeld

In 1658 verbood de nieuwe keizer Leopold I van het Heilige Roomse Rijk de stad nog langer hulp te zoeken bij buitenlandse mogendheden. De gedeputeerden van de stad kregen opnieuw geen toegang tot de landdag omdat ze een keizerlijk garnizoen afwezen. In augustus 1660 liet Von Galen een riviertje afdammen, waardoor de molens in de stad onbruikbaar werden. 2.000 boeren groeven een nieuw kanaal zodat het overvloedige water naar de Werse kon worden afgeleid. De onderwerping van Münster werd inmiddels in half Europa gevolgd.
De Staten-Generaal verzocht de stad opnieuw, maar vruchteloos het garnizoen te accepteren. Plotseling kregen de vastgelopen onderhandelingen een andere wending. Door een dambreuk, als gevolg van een decemberstorm, kwam de stad onder water te staan. Op nieuwjaarsdag, na een belegering van minstens vijf maanden, gaf de stad te kennen te willen onderhandelen en in maart maakten de burgemeesters kenbaar niet langer hulp te zullen zoeken bij andere mogendheden. De burgemeesters werden vervangen en Von Galen erkend als prins-bisschop. De keizerlijke troepen trokken zich terug richting Hongarije om tegen de Turken te vechten.

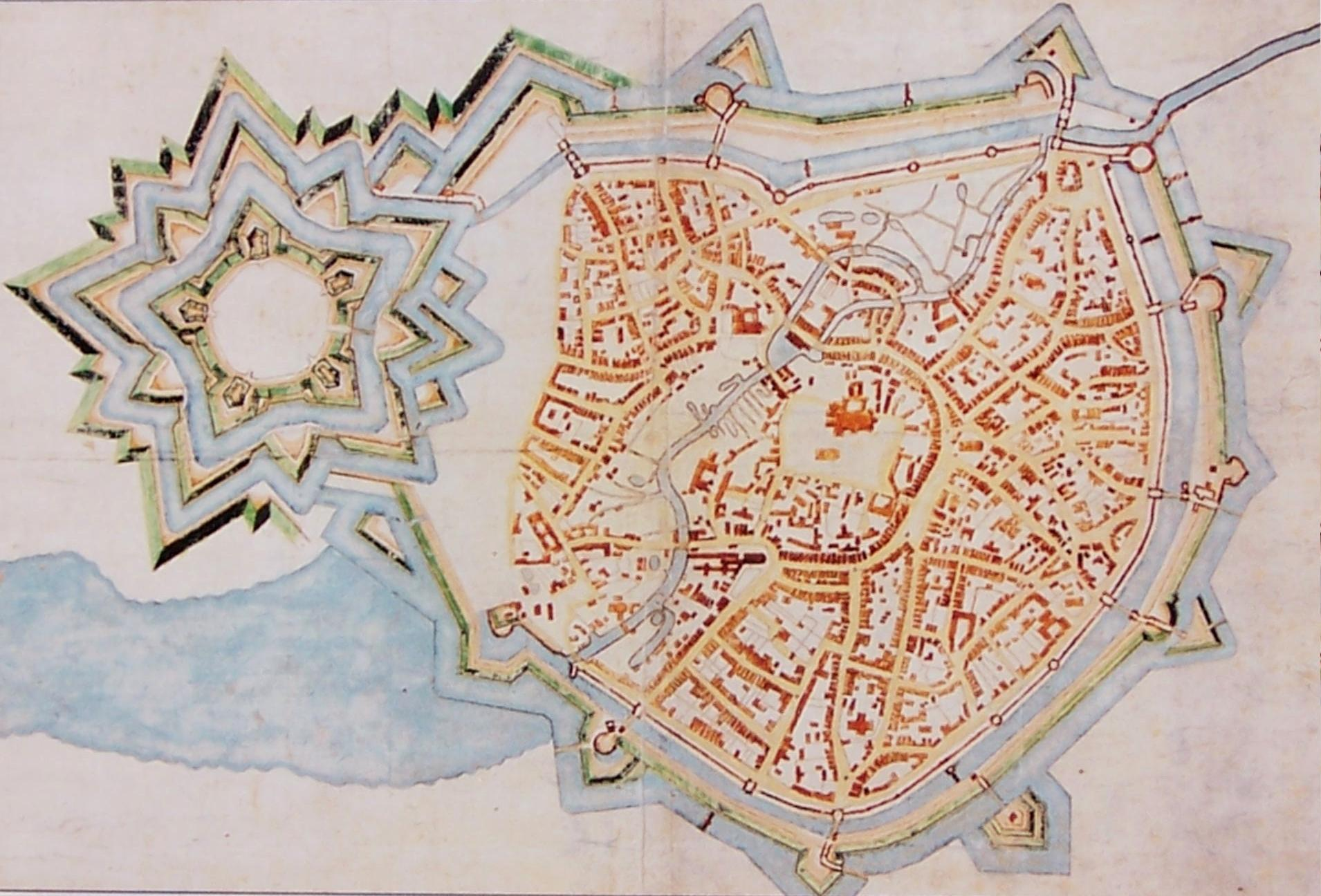
Kaart van de citadel in Münster, gebouwd in opdracht van de prins-bisschop

Het wapen van de Heerlijkheid Borculo opgenomen in het wapen van Bernhard von Galen

Om de Staten-Generaal bezig te houden liet de vorst opnieuw zijn aanspraken op Borculo gelden. Bodes reisden op en neer naar Den Haag. In Oost-Friesland speelde een opvolgingskwestie en in december 1663 veroverde hij de Dieler- of Dijlerschans, dat slechts een bezetting had van zeven man, op George Christiaan van Oost-Friesland. Hier maakte Von Galen voor het eerst gebruik van zijn nieuwe wapen, lichte kartouwen. De plaatselijke bevolking gaf de voorkeur aan de Staten-Generaal der Nederlanden.
In 1664 reisde hij naar Regensburg voor de Rijksdag om zijn problemen met de Republiek en zijn plannen voor een oorlog te bespreken. Hij steunde de keizer in zijn strijd tegen het Ottomaanse rijk en leverde bevoorrading en troepen, die evenwel te laat aankwamen om nog slag te kunnen leveren. Vanwege de lege schatkist van de keizer was de Vrede van Vasvár in de maak. Raimondo Montecuccoli had als opperbevelhebber met een bijna "Europees" leger in de Slag bij Szentgotthárd (1664) de Turkse troepen van Köprülü Fazıl Ahmet Pascha verslagen. Holland en Engeland hadden geweigerd troepen te zenden, mogelijk vanwege de commerciële belangen in de Levant.
Al voor 1660 had Van Galen zijn zetel naar Sassenberg en Ahaus verplaatst.  Coesfeld werd versterkt met een vierkante citadel of dwangburcht. Er werden bovendien vestingwerken aanlegd in Warendorf, Rheine, Vechta en Meppen. Hij had de rivieren de Eems en de Overijsselse Vecht laten verbreden om het achterland een betere verbinding te bezorgen met de zee. Om de katholieken net over de grens pastoraal te begeleiden, werd van Bocholt tot Gronau een keten van kapellen en kerken opgericht, de zogenaamde missiehuizen.

## Münsterse oorlogen

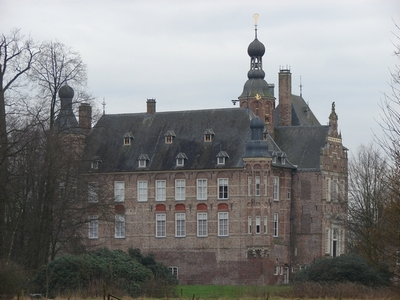
Kasteel Keppel (2007). Op 1 oktober 1665 nam de Münsterse bisschop het toenmalige kasteel in. Hij ontruimde het weer in het voorjaar van 1666 en liet toen de verdedigingswerken ontmantelen.

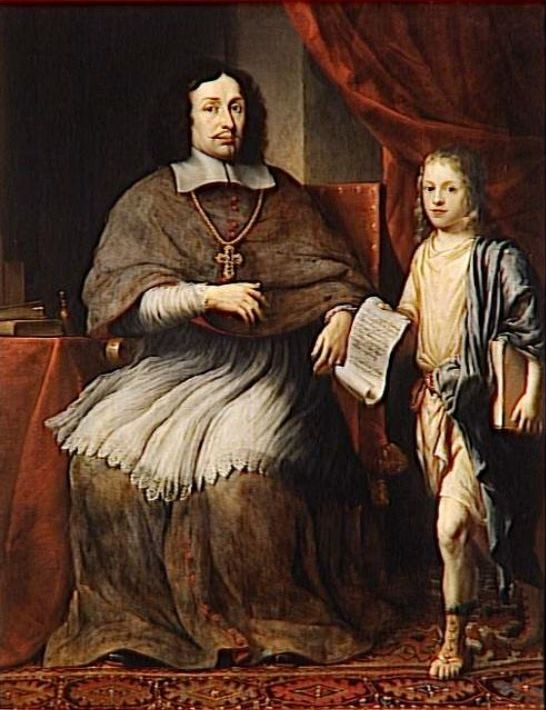
Ferdinand von Fürstenberg door Hendrick Daemen (1669). Louvre

De prins-bisschop voerde tweemaal oorlog tegen Nederland, de eerste keer om de van oorsprong Münsterse heerlijkheid Borculo op te eisen na de dood van de graaf van Limburg-Stirum, die Borculo beheerde. De familie maakte sinds 1570 aanspraken op het gebied, had processen gevoerd tot in Straatsburg, maar in 1652 was het aan de bisschop toegewezen door een nieuwe uitspraak. Dat mocht dan wel het belangrijkste geschil zijn, maar ook de tol die de Republiek opnieuw was gaan heffen bij de Dijlerschans ten zuiden van Weener aan de Eems, nadat deze in juni 1665 was heroverd door het Staatse leger onder leiding van Willem Frederik van Nassau-Dietz en opnieuw onder Oost-Friese jurisdictie viel, was een doorn in het oog van de bisschop. Aangezien ook Münsters vervoer naar zee bemoeilijkt werd, begon de bisschop met represailles tegen de onderdanen van Christina Charlotte van Württemberg, de weduwe van George Christiaan van Oost-Friesland.
De Groningse regent Johan Schulenborgh, die in zijn stad in grote problemen was gekomen door zijn steun aan de gilden en de Ommelanden stelde zich in dienst van de bisschop. Schulenborg hoopte zich te wreken op zijn voormalige collega's, de door onderlinge familiebanden gelieerde regenten. Een rechter uit Doorwerth vluchtte naar Münster, nadat een aanslag op Arnhem en Doesburg werd ontdekt. De bisschop vond dat katholieken het slachtoffer waren van de plakkaten. Johannes van Neercassel spoorde zijn geloofsgenoten aan tot trouw aan de Staten.

### Eerste Münsterse Oorlog
In augustus 1668 ging de graaf Ernst Wilhelm van Bentheim, die een morganatisch huwelijk had gesloten met de struise Geertruy van Zelst uit Doetinchem, in het geheim over naar het katholicisme. Dat deed hij om zijn opvolging veilig te stellen van het graafschap dat een protectoraat was van de Republiek der Zeven Verenigde Nederlanden. Von Galen bezette het gebied met inzet van zijn inmiddels goed getrainde leger en met behulp van 60 kartouwen, een soort houwitsers. Iedereen meende dat het doorgestoken kaart was en Von Galen was bijzonder trots op deze bekering.
In het voorjaar van 1668 schreef Van Galen een brief aan Paus Clemens IX in een poging meer steun te verwerven voor zijn politiek. Spanje en Frankrijk zouden hem moeten steunen en moeten ophouden met onderling ruziën. Van Galen had zich afzijdig gehouden tijdens de Devolutie-oorlog.

## Nieuwe vrienden en oude vijanden

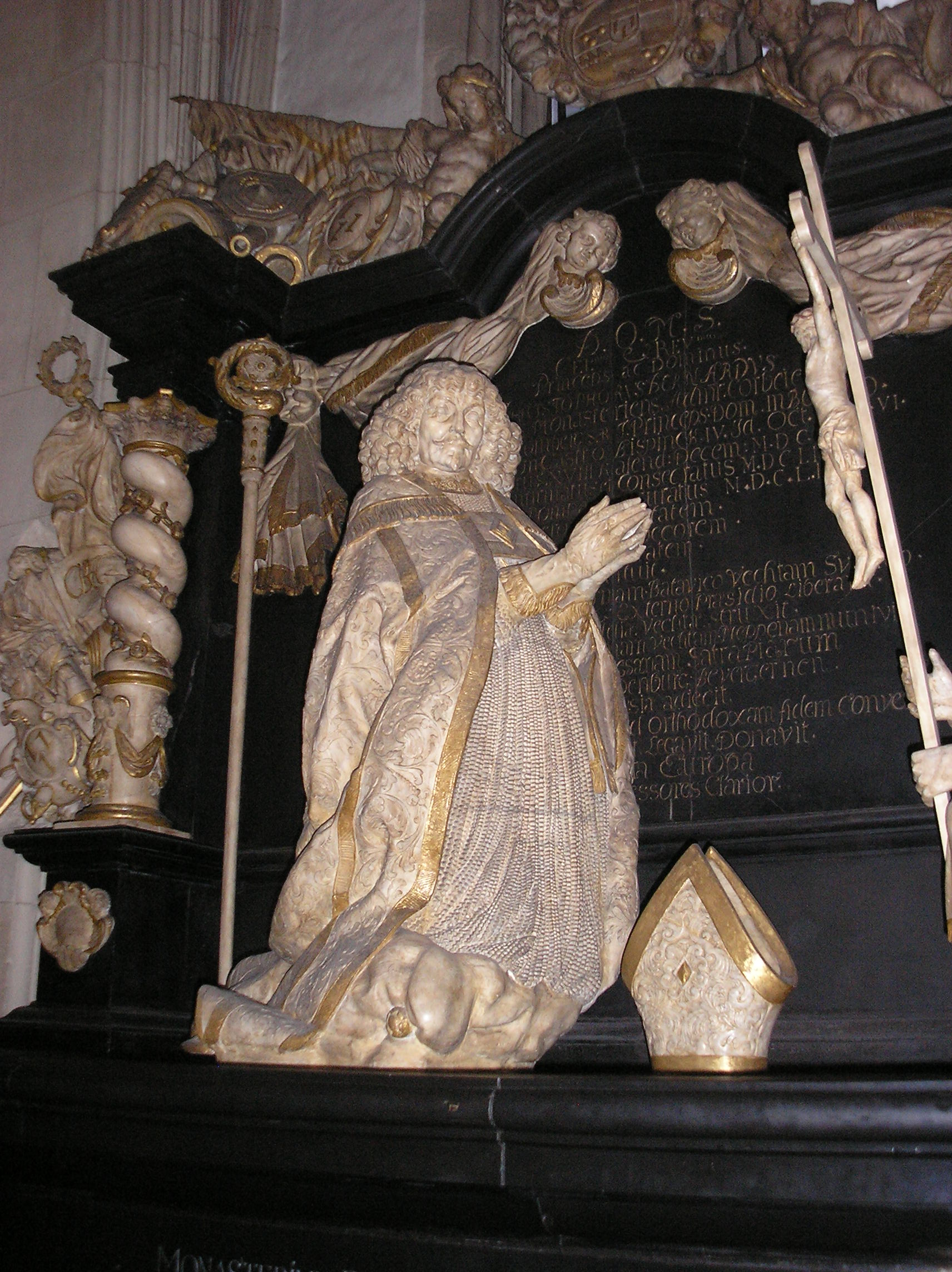
Tombe voor Bernard von Galen in de St. Paulus-Dom

Van Galen maakte een politieke ommekeer en zegde toe aan keizer Leopold I de Franse troepen het land uit te jagen. De Fransen werden verdreven over de Rijn. In 1675 viel hij Zweedse troepen aan en veroverde Buxtehude en Stade in samenwerking met Brandenburg en Denemarken. In 1676 viel hij Oldersum aan. Zijn troepen namen deel aan de Schoonse Oorlog, en aan de invasie van Rügen (1678). Dat was ook het jaar dat hij stierf. Terwijl hij lag opgebaard werd zijn huis geplunderd en zijn alle kostbaarheden meegenomen. Bernhard von Galen werd in de Josephs-Kapelle, een van de drie door hem aan de St. Paulus-Dom in Münster toegevoegde "Galenschen Kapellen", begraven. Er zouden 2000 missen worden opgedragen in een week tijd.

## Portret

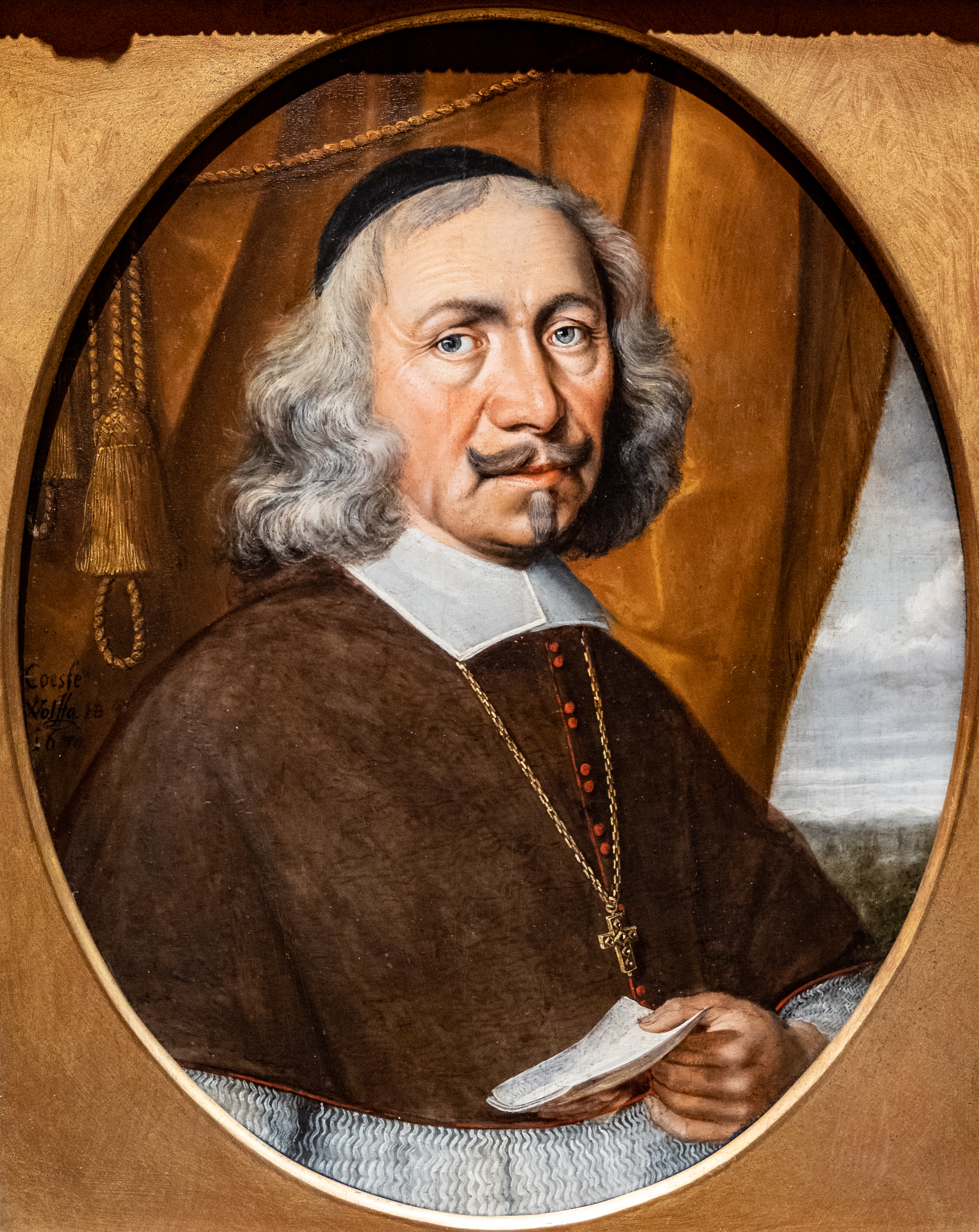
Bernhard von Galen door Wolfgang Heimbach (1670)

Een portret van Van Galen heeft in Groningen lange tijd ontbroken, totdat op 5 mei 2004 op een grote veiling bij Sotheby's een schilderij werd aangeboden dat afkomstig was uit het familieslot Haus Assen in Münsterland. De Vereniging van Vrienden van het Groninger Museum kocht dit schilderij en gaf het in langdurig bruikleen aan het Groninger Museum. Het portret is niet gesigneerd en gedateerd, maar vermoedelijk rond 1666 gemaakt door Jacob Quinchard, zijn hofschilder.

## Bernard van Galen in de overlevering
In het noorden van Duitsland leeft Bernhard von Galen in de overlevering voort als Bernken von Galen. Een contemporain volksgedichtje in de stad Münster luidde:
Bernken von Galen
Kann puchen kann pralen
Kann stinken und leegen
Kann Lüde bedreegen.
De afkeer van de inwoners van Münster vertaalde zich ook in een anekdote over het standbeeld van de heilige Lüdger. Hij zou zo ontzet zijn over het gedrag van zijn opvolger op de bisschopsstoel dat zijn standbeeld bij Van Galens intocht op de markt het hoofd schudde, waarop het hoofd van de romp viel. De tijdgenoten illustreerden op hun manier hun afkeuring over het contrast tussen de vrome Ludger en zijn krijgshaftige en heerszuchtige opvolger in dit verhaal.
Op de heide rond Bentheim kan men volgens de overlevering 's nachts een ruiter op een witte schimmel door de mist zien galopperen. Dat is het spook van Bernhard von Galen. De ruiter keert zich tegen nachtelijke reizigers en laat zijn paard voor hun voeten steigeren. Men kan hem afweren door "Bernken von Galen du döst mich toch niks" te zeggen. Dan knikt het paard met het hoofd en paard en ruiter verdwijnen weer in de mist.
Aan de bisschop van Munster herinnert nog de "Bisschoplaan" tussen Katlijk en Mildam, waar de aanvallers, nadat zij via een doorwaadbare plaats in de Tjonger naar het noorden waren doorgedrongen, werden teruggeslagen. Ook in Wijnjewoude is een herinnering aan de "Biskop" bewaard gebleven. In Rouveen is de Bisschopschans in ere hersteld.

## Bijnamen
Van Galen had een grotere voorkeur voor kruitdamp dan voor de geuren van het wierookvat, zoals Luc Panhuysen het kernachtig omschreef. Dit wordt weerspiegeld in zijn bijnamen, waaronder Bommen Berend en Kanonenbischof, die laten zien dat hij in het bijzonder belangstelling had voor de artillerie. Daarnaast is Von Galen ook wel Zwijnenbisschop genoemd. In de eigentijdse spotprenten werd de Booskop van Westfalen als Duitser zittend op een zwijn afgebeeld; (en de Engelsen door een hond en de Fransen door een haan gepresenteerd). Van Galen werd zelfs vergeleken met het Beest uit Openbaringen. De predikanten protesteerden, want die aanduiding was voorbehouden aan de paus, en kon naar hun mening ook niet voor de sultan van het Ottomaanse rijk worden gebruikt. Johannes van Alphen (1630-1698), de vicaris-generaal en zijn boezemvriend, schreef in 1679 een biografie in het Latijn, op verzoek van de ambassadeurs en mogendheden, aanwezig bij de Vrede van Nijmegen, die verontwaardigd waren over het lasterlijke en ongerijmde, wat in Holland en Frankrijk in allerlei geschriften verspreid werd.

## Trivia
- In de jaren 30 en 40 van de 20e eeuw heeft het bisdom Münster opnieuw een bisschop met de familienaam Von Galen gehad. Deze bisschop Clemens August von Galen, die door zijn publieke verzet tegen de nazi's de bijnaam "De Leeuw van Münster" heeft gekregen, stamt uit hetzelfde adellijke geslacht als Bernhard von Galen.